# Kurtharzia nugatoria
Kurtharzia nugatoria is een rechtvleugelig insect uit de familie Pamphagidae. De wetenschappelijke naam van deze soort is voor het eerst geldig gepubliceerd in 1909 door Navás.